# Яневич, Николай Иванович
Никола́й Ива́нович Яне́вич (23 октября 1919, Волынская губерния — 5 ноября 1957, Коростенский район, Житомирская область, СССР) — участник Великой Отечественной войны, командир стрелкового взвода 248-го стрелкового полка 31-й Сталинградской ордена Богдана Хмельницкого стрелковой дивизии 52-й армии, Герой Советского Союза, лейтенант.

## Биография
Родился 23 октября 1919 года в селе Шатрище ныне Коростенского района Житомирской области (Украина) в крестьянской семье. Украинец. В 1936 году окончил 8 классов средней школы в городе Коростене. Работал слесарем в вагоноремонтном депо станции Коростень.
В октябре 1939 года призван в ряды Красной Армии. В боях Великой Отечественной войны с июня 1941 года. Воевал на Северо-Западном, Западном, 2-м и 1-м Украинских фронтах. Был пять раз ранен. В 1943 году окончил Рязанское военное пулемётно-миномётное училище. Член ВКП(б) с 1944 года.
В январе 1945 года части дивизии вели тяжёлые наступательные бои на территории фашистской Германии. Впереди был Одер. Гитлеровское командование принимало все меры к тому, чтобы остановить натиск наших войск. Командир стрелкового взвода лейтенант Н. И. Яневич в бою за населённый пункт Штейне на подступах к Одеру в тяжёлой боевой обстановке после гибели командира принял командование ротой и первым форсировал реку.
Жестокий бой разгорелся на одерском плацдарме. Гитлеровцы уже мчались к берегу, чтобы сбросить десант в воду, но советские воины успели зацепиться за берег. По команде Н. И. Яневича пулемётчики быстро заняли огневые позиции и открыли огонь по врагу. Остальные бойцы встречали атакующих гранатами. Кончились гранаты, на исходе были и патроны. Да и от роты осталась горстка храбрецов во главе с командиром.
В течение двух суток — 24 и 25 января 1945 года — бойцы стрелковой роты Н. И. Яневича отбили 13 яростных атак гитлеровцев, прочно удерживая захваченный плацдарм до подхода других подразделений дивизии.
Указом Президиума Верховного Совета СССР от 10 апреля 1945 года за умелое командование артиллерийским полком, образцовое выполнение боевых заданий командования на фронте борьбы с немецко-фашистскими захватчиками и проявленные при этом мужество и героизм, лейтенанту Яневичу Николаю Ивановичу присвоено звание Героя Советского Союза с вручением ордена Ленина и медали «Золотая Звезда» (№ 6513).
После войны некоторое время продолжал службу в Вооружённых Силах СССР. В мае 1946 года старший лейтенант Н. И. Яневич уволен в запас по болезни. Жил в родном селе. Работал на железнодорожной станции Коростень. Умер 15 ноября 1957 года.

## Награды
- Медаль «Золотая Звезда» Героя Советского Союза (№ 6513);
- орден Ленина;
- орден Красной Звезды;
- медали.

## Память
- Похоронен в селе Шатрище.
- Именем Героя названа улица в городе Коростень Житомирской области.
- На здании школы № 7, в которой учился Н. И. Яневич, установлена мемориальная доска.